# Ctenochaetus marginatus
Ctenochaetus marginatus är en fiskart som först beskrevs av Valenciennes, 1835.  Ctenochaetus marginatus ingår i släktet Ctenochaetus och familjen Acanthuridae. IUCN kategoriserar arten globalt som livskraftig. Inga underarter finns listade i Catalogue of Life.